# Olaf Dufseth
Olav Dufseth, né le 19 décembre 1917 et mort le 22 septembre 2009, est un coureur norvégien du combiné nordique et de fondeur.

## Biographie
En 1939, il termine quatrième d'une compétition internationale à Garmisch-Partenkirchen. Après la Guerre, il obtient rapidement des podiums, notamment sur le Festival de ski de Holmenkollen en 1946 et 1947 (troisième place). Il est aussi vice-champion de Norvège de combiné nordique en 1947 et troisième en 1948.
Dufseth a terminé huitième de l'épreuve du combiné nordique aux Jeux olympiques d'hiver de 1948 à St. Moritz. Au dix-huit kilomètres en ski de fond, il a terminé 18e, dans une compétition décevante pour les Norvégiens. Il se concentre ensuite sur le ski de fond, tentant de se qualifier pour les Championnats du monde 1950, mais échoue. Dufseth prend part dans les années et décennies suivantes à courir sur la Birkebeinerrennet, remportant la course dans sa catégorie d'âge à 17 reprises. Il arrête la compétition en 1990, devant subir une opération au cœur. En parallèle, il entraîne des jeunes skieurs, dont Gjermund Eggen, triple champion du monde en 1966 et s'occupe d'une ferme à Åmot.
Il est né à Vang, dans le Hedmark et a représenté le club Vang SF. Il est décédé en septembre 2009 à Rena.